# サイク/名探偵はサイキック?
『サイク/名探偵はサイキック?』（サイク めいたんていはサイキック、原題：PSYCH）は、アメリカ合衆国のドラマ。
2006年7月7日にアメリカ合衆国のUSAネットワークで放送開始された。日本ではhuluで配信されている。
2014年、USAネットワークは、『サイク/名探偵はサイキック?』を3月26日に終了することを発表した。プロデューサーらに事前説明はなかったものの、この時放送されていた第8シーズンで番組が終わることを予期していたと番組関係者は明かしている。

## あらすじ
ショーン・スペンサーは幼いころから父に観察眼を鍛えられきた。
だが、彼は徹底的に鍛えられた観察眼をうまく使いこなせず、職を転々とする日々を送っていた。
ある日、彼はテレビの窃盗事件を見て犯人を突き止め警察に通報するも逆に怪しまれてしまった。
それでも犯人は彼の予測通りだったため、警察が追及したところ、彼はとっさに超能力だと答えてしまった。
かくして、スペンサーは捜査に協力する超能力者としての仕事を始めることになった。

## 登場人物

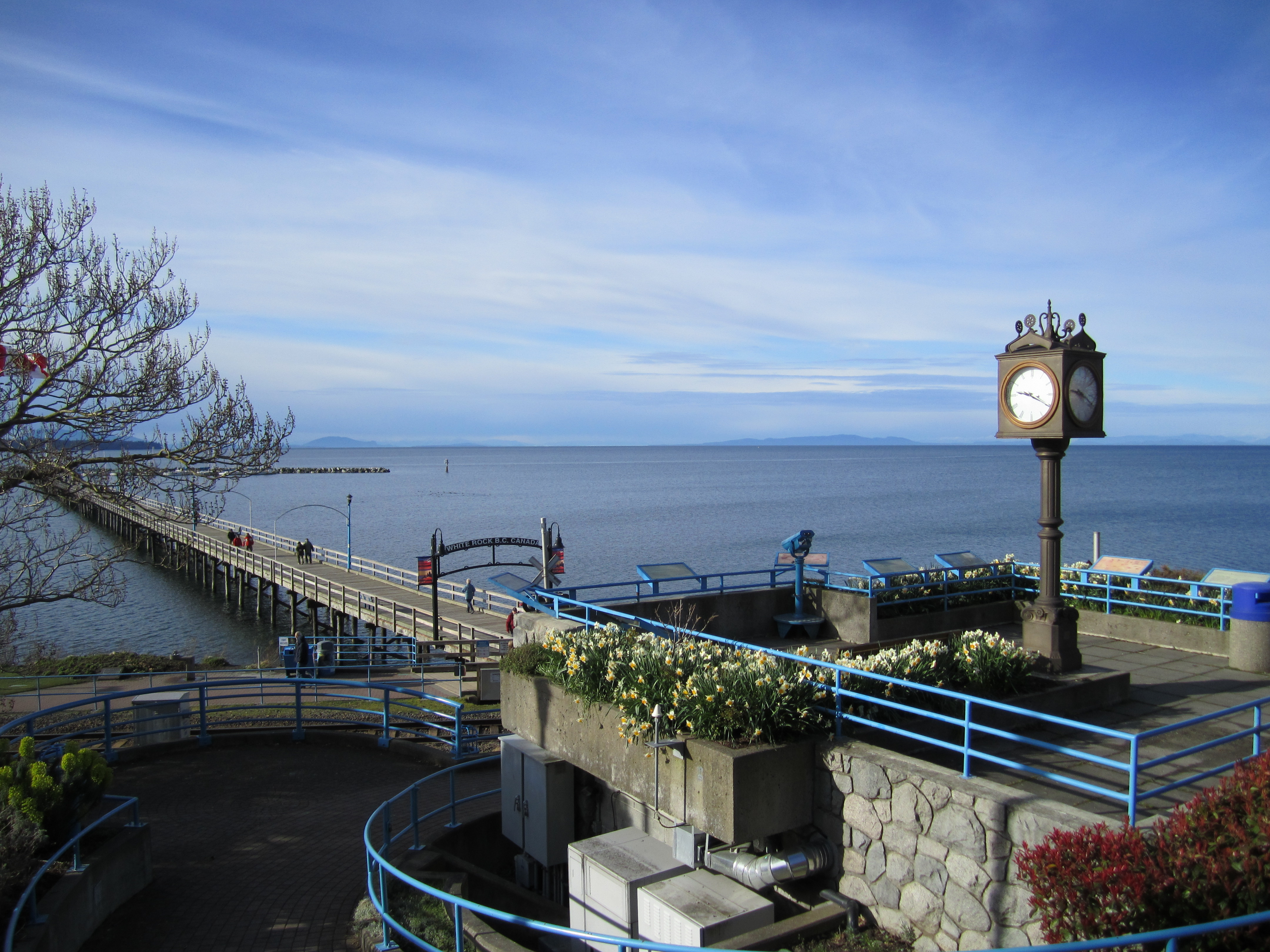
スペンサーの職場の外観の撮影が行われたホワイトロック・ピア。

ショーン・スペンサー
演：ジェームズ・ロデイ
主人公。観察眼を武器に捜査協力する。
超能力者のキャラ立てをするため、毎回何処かで奇抜な行動をする。
バートン・“ガス”・ガスター
演：デュレ・ヒル
ショーンの相棒である製薬会社の社員。真面目な性格で騙されやすいく、鋭い嗅覚で、ショーンを助けている。
カールトン・ラシター
演：ティモシー・オマンソン
ショーンから通報を受けた刑事。ショーンのことを疑っては、うまく事が運ぶ様子にイラついている。
ヘンリー・スペンサー
演：コービン・バーンセン
ショーンの父である元警官で、息子への技能伝授に力を注いできた。
息子の情けなさに頭を抱えることはあるものの、アドバイスを行うこともある。
ジュリエット・オハラ
演：マギー・ローソン
ラシターの部下。潜入捜査を得意とする。

## サブタイトル

### シーズン1
1. 名探偵ショーン
2. スペリング大会
3. マックスウェル家の結婚式
4. 死者は語る
5. ネコとサイキック
6. 隊長を撃ったのは誰だ?
7. 幽霊屋敷に住む男
8. ショーンvsレッド・ファントム
9. コナーズ刑事の事件簿
10. 星になった男
11. 宇宙人襲来!?
12. ダメ弁護士とサイキック
13. 完全犯罪
14. ギャンブルは命取り!?
15. 恐怖のシェリー